# Fritz Belfrage
Fredrik August Oscar Belfrage, känd som Fritz Belfrage, född 8 december 1841 i Bäve socken, Göteborgs och Bohus län, död 9 oktober 1925 i Göteborg, var en svensk läkare och politiker. Han var bror till Knut Belfrage samt far till Erik, Einar och Harald Belfrage.
Belfrage blev medicine kandidat i vid Uppsala universitet 1866, medicine licentiat 1870 och var distriktsläkare i Göteborg 1870–1904. Han blev medicine hedersdoktor vid Uppsala universitet 1893 och styrelseledamot vid Göteborgs högskola 1904. Han invaldes som ledamot av Vetenskaps- och vitterhetssamhället i Göteborg 1882. Belfrage hade även flera styrelseuppdrag som för Göteborgs sjukhem, Göteborgs högskola, Majornas flickskola.
Åren 1891–1902 var han ledamot av Göteborgs stadsfullmäktige.
Han är gravsatt på Mariebergs kyrkogård.
Doktor Belfrages Gata i stadsdelen Guldheden i Göteborg är uppkallad efter honom.